# Moravský Krumlov

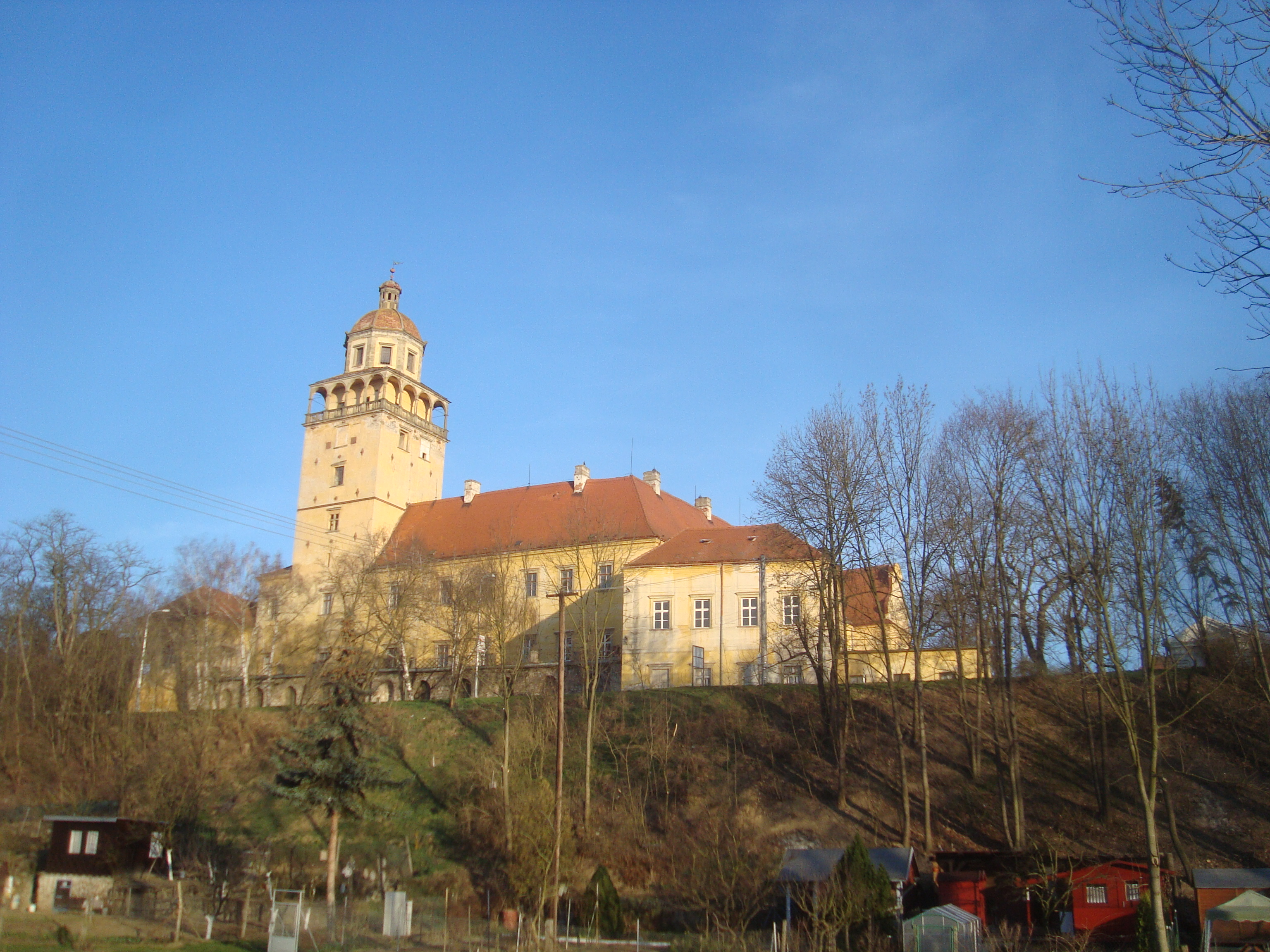
Schloss Moravský Krumlov

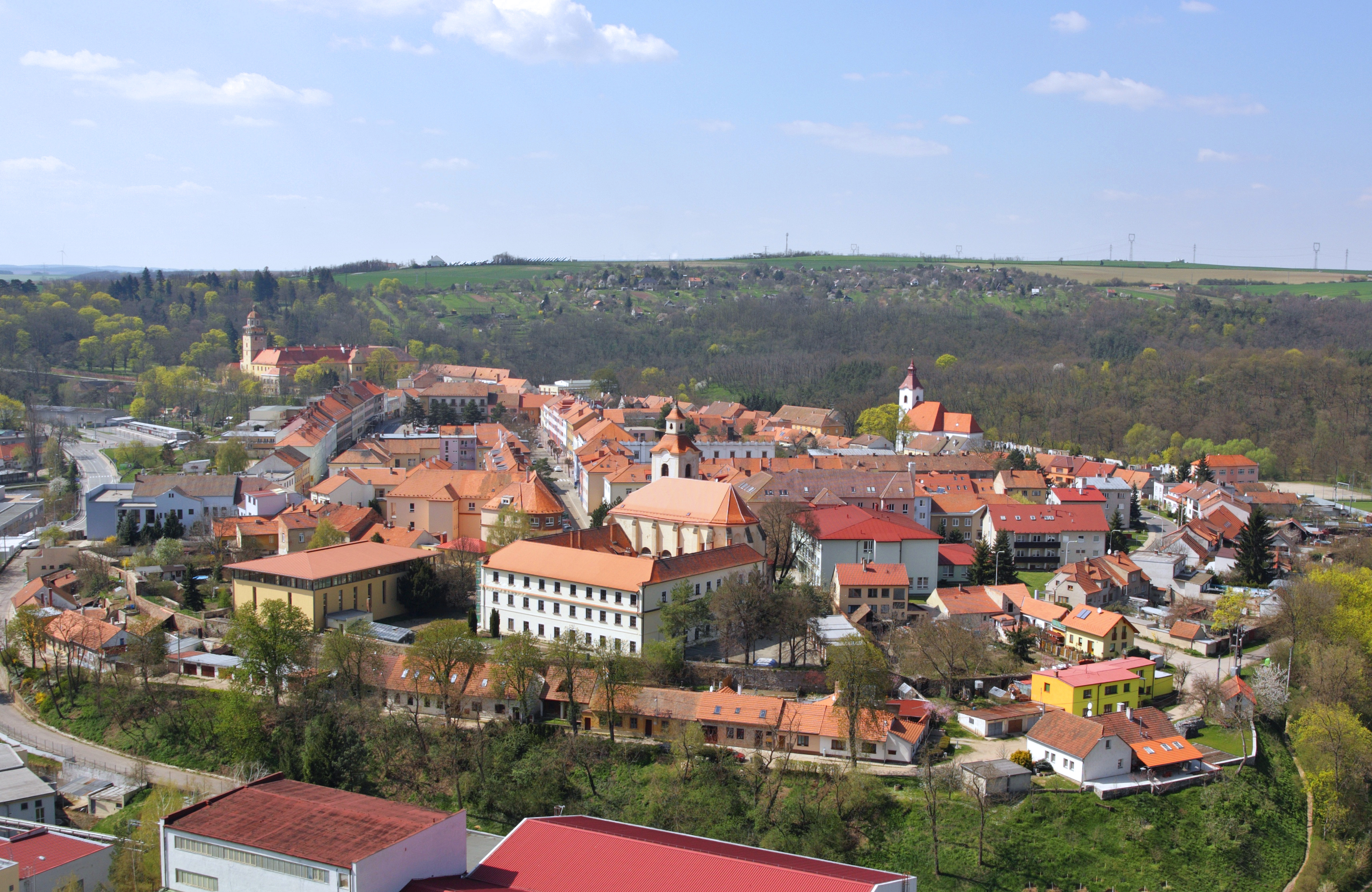
Stadtzentrum, Blick von der Florianikapelle

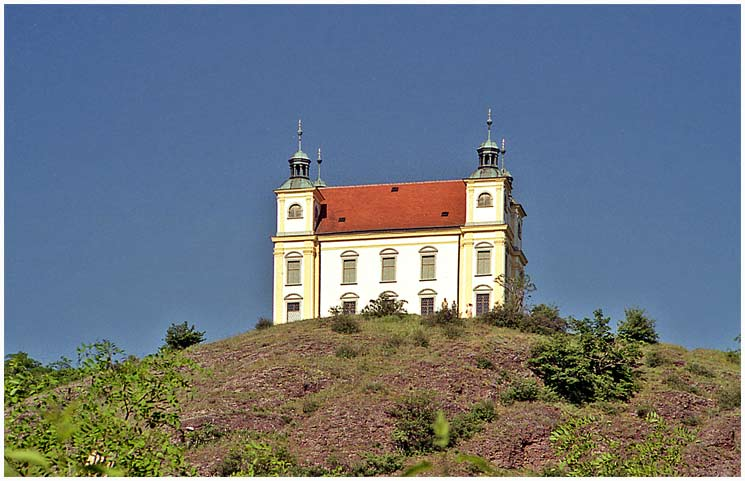
Wallfahrtskapelle St. Florian

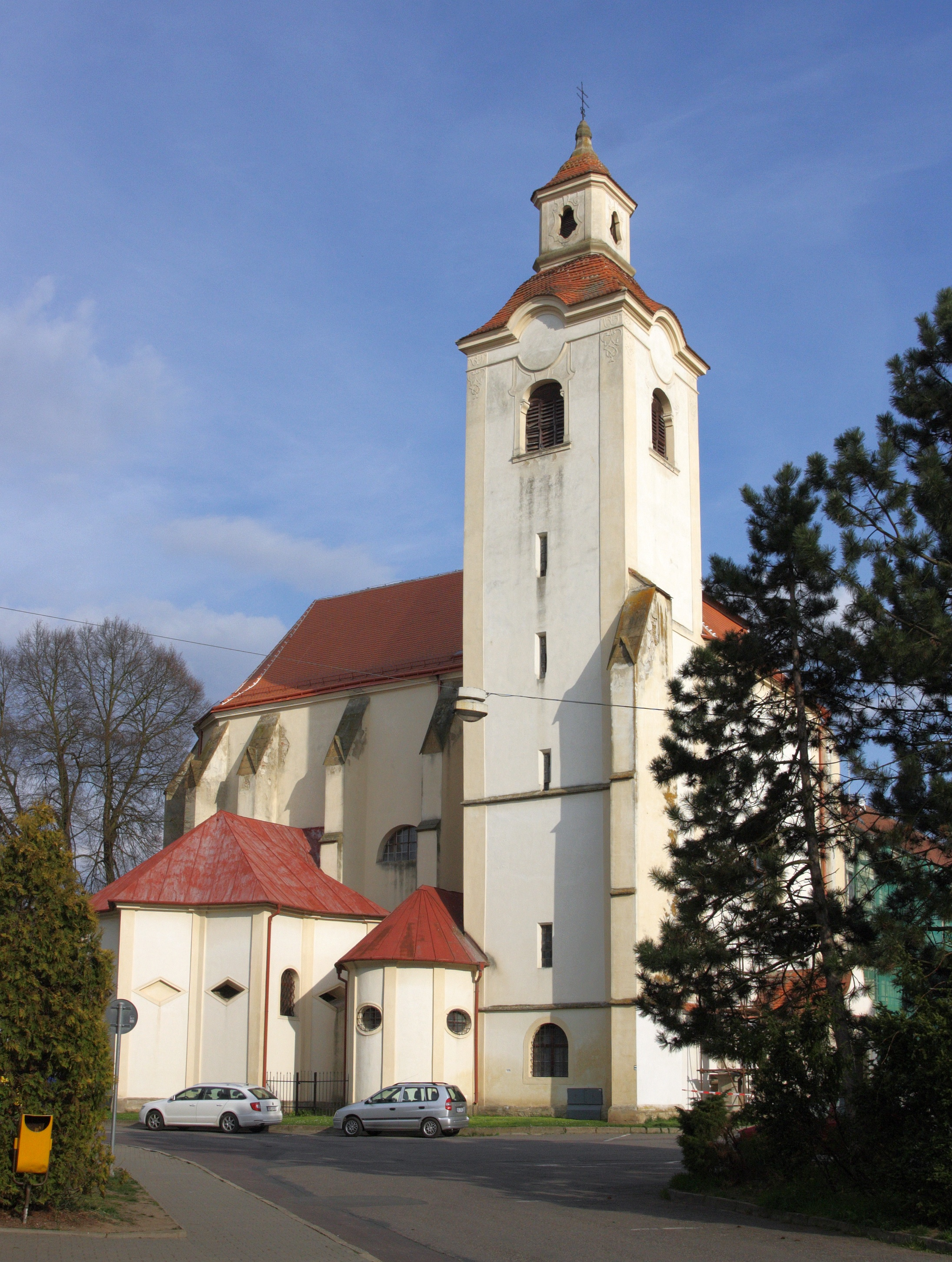
Bartholomäuskirche

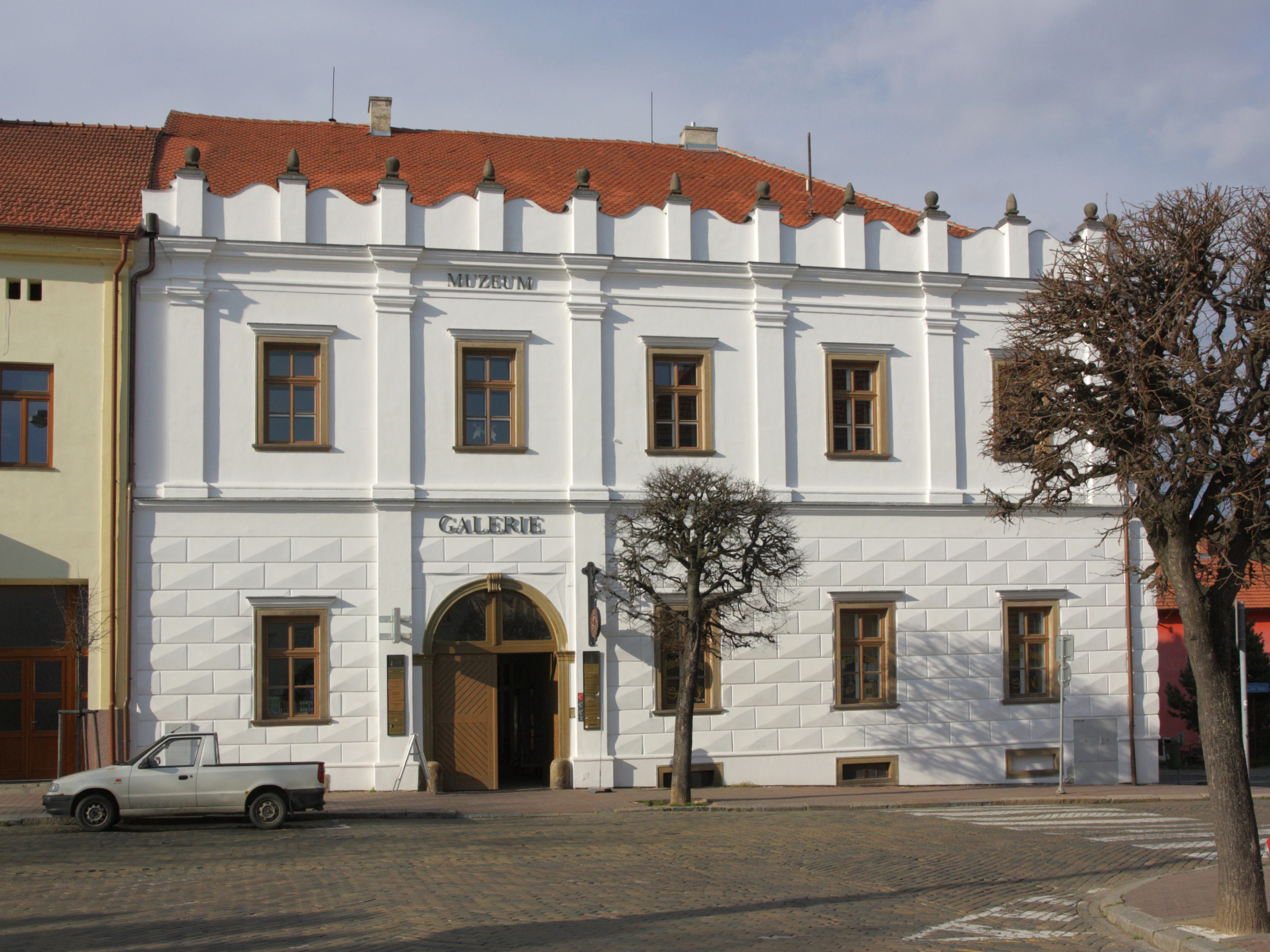
Fürstenhaus

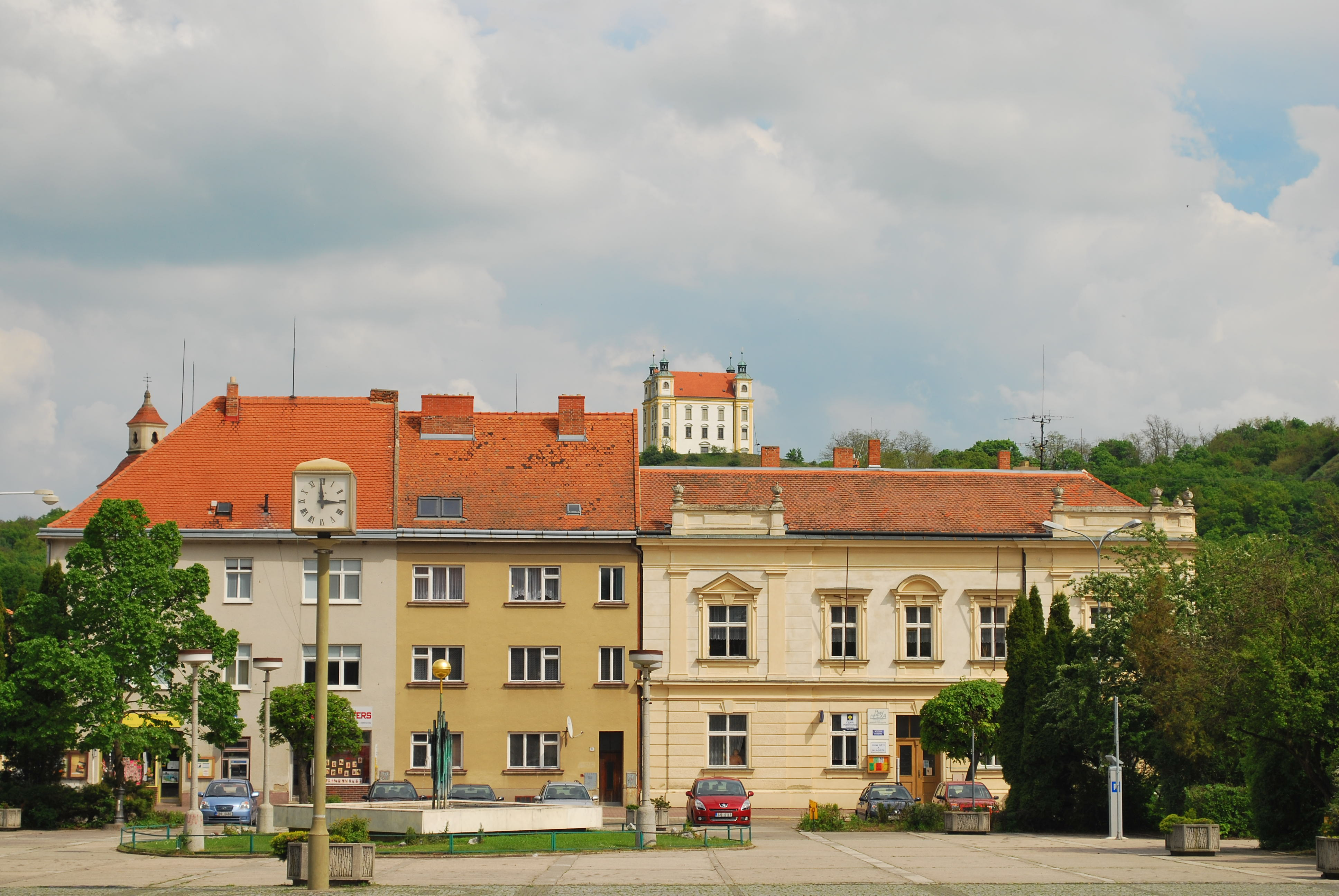
Markt

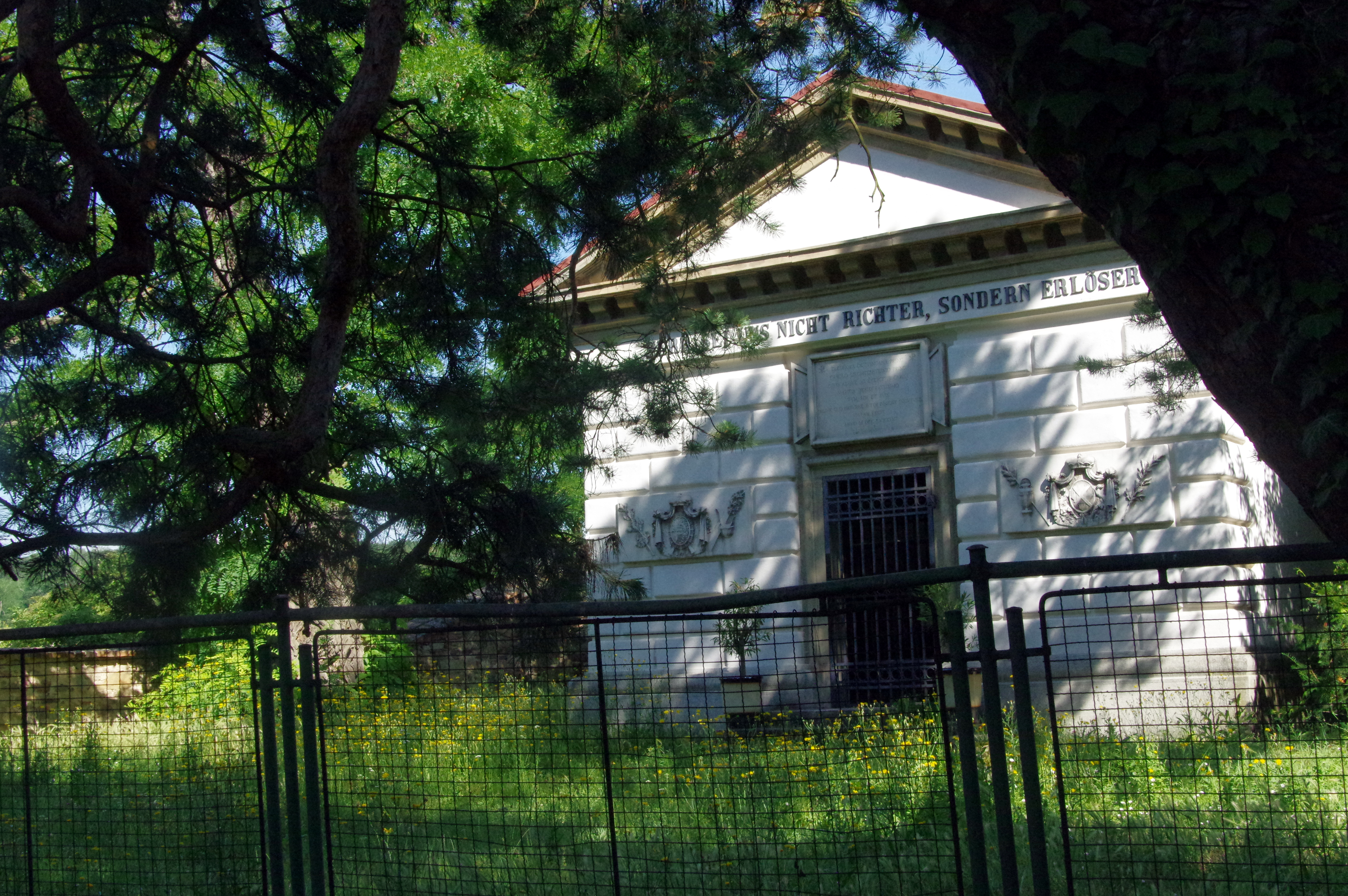
Mausoleum der Karlischen Linie des Hauses Liechtenstein

Moravský Krumlov (deutsch Mährisch Kromau) ist eine Stadt in Tschechien. Sie liegt 27 Kilometer südwestlich von Brünn und gehört zum Okres Znojmo.

## Geographie
Moravský Krumlov befindet sich am südwestlichen Ende der Boskowitzer Furche (Boskovická brázda) am Übergang zum Jaispitzer Hügelland (Jevišovická pahorkatina), Bobrawa-Bergland (Bobravská vrchovina) und zur Thaya-Schwarza-Senke (Dyjsko-svratecký úval). Moravský Krumlov liegt in einem Kessel, die Altstadt wird auf drei Seiten von dem Fluss Rokytná umgeben. Gegen Osten erstreckt sich der Krumlovský les (Kromauer Wald). Durch die Stadt führt die Staatsstraße II/413 zwischen Znojmo und Ivančice. Einen Kilometer östlich verläuft die Bahnstrecke Hrušovany nad Jevišovkou–Brno.
Nachbarorte sind Polánka und Rokytná im Norden, Budkovice und Nové Bránice im Nordosten, Trboušany und Jezeřany-Maršovice im Osten, Vedrovice im Südosten, Durdice und Rakšice im Süden, Rybníky und Vémyslice im Südwesten, Tulešice und Dobřínsko im Westen sowie Jamolice im Nordwesten.

## Geschichte

### Mittelalter
Bereits 3500 Jahre v. Chr. war die Gegend besiedelt. Ein Dorf existierte wohl im 12. Jahrhundert, die ersten schriftlichen Erwähnungen stammen von 1240. Um diese Zeit ließ der Znaimer Burggraf Boček von Jaroslavice und Zbraslav für König Wenzel I. den Vorgängerbau des heutigen Schloss Moravský Krumlov als Burg errichten. Sie stand an der schmalsten Stelle des Mäanders, den der Fluss Rokytná um die ganze Stadt herum bildet. Der mittelalterliche Bergfried ist in der heutigen Schlossanlage noch erhalten.
1260 erhob König Ottokar II. Přemysl die Siedlung zur Stadt mit deutschen Rechten, erwähnt wird der Ort auch in den Verzeichnissen des deutschen Königs Rudolf von Habsburg am 6. Mai 1277 als Krumlov. Im 13. Jahrhundert errichtete der Deutsche Ritterorden eine Kommende (Niederlassung) und ein Spital in der Stadt. Nach dem Tod Ottokars II. in der Schlacht auf dem Marchfeld übernahm Bočeks Sohn Gerhard von Zbraslav und Obřany die Burg und die im Bau befindliche Stadt; der neue König Wenzel II. überschrieb sie ihm zu Eigentum. Im Jahre 1289 war Gerhard von Zbraslav nachweislich Besitzer der Burg Krumlov.
1289 wurde auch die Burg der Herren von Obrzan (z Obřan) erwähnt, deren Geschlecht 1312 ausstarb. Danach ging die Stadt in das Eigentum des Königs Johann von Luxemburg über, der sie 1312 seinem Marschall Heinrich von Leipa verpfändete. Um 1349 stiftete Čenek von Leipa ein Kloster der Augustiner-Eremiten. Die Stadt ging anschließend durch mehrere Hände. Heinrich III. von Leipa verkaufte 1368 die Burg und Herrschaft Krumlov an die Herren von Krawarn, die während der Hussitenkriege die deutsche und katholische Bevölkerung verjagten. Nach ihrem Aussterben fiel die Herrschaft an die von Cimburg und 1434 wieder an die Herren von Leipa.
Während der Hussitenkriege wurde der Ort geplündert und das Augustinerkloster zerstört. Ab 1423 verwendeten die Taboriten die Stadt als Stützpunkt und plünderten von hier aus die nördlichen Gebiete Österreichs. Während dieser Zeit gingen auch alle Schriften und Urkunden der Stadt verloren, Nach dem Ende der Hussitenkriege erteilte Berthold von Leipa 1437 der Bürgerschaft das Braurecht, das Weinschankrecht und das Testierrecht; zugleich bestätigte er den Besitz des Gemeindewaldes und die Fronfreiheit. Außerdem verpflichtete er die Juden zur Beisteuer für die Gemeindekosten, dies ist zugleich der älteste Nachweis einer Judengemeinde. 

### Neuzeit
1458 erhielt die Stadt zwei neue Jahrmärkte. Um 1450 kehrten die Augustiner in ihr verwüstetes Kloster zurück, das sich jedoch nicht wieder erholte und um 1500 verlassen wurde. Anfang des 16. Jahrhunderts ließen sich die ersten Täufer und Mährischen Brüder in Mähren und auch in Kromau nieder. Durch diese und die beginnende Reformation wurde die Stadt zunehmend evangelisch. Um 1550 ging die Pfarrei an die Brüderunität über, einer Prediger war Jan Blahoslav. Daneben entstand auch eine lutherische Gemeinde mit eigenem Pastor und Bethaus. In der Stadt befand sich auch ein hutterischer Bruderhof. König Ferdinand I. erteilte der Stadt 1540 die Rotwachsfreiheit.
1539 und während des Dreißigjährigen Krieges (1623) wütete die Pest in der Stadt. Nach der Schlacht am Weißen Berg war die Stadt ausgeplündert und entvölkert. Aufgrund der Enteignungen der böhmischen Aufständischen durch die Habsburger verloren die Herren von Leipa die Herrschaft. Im Jahr 1624 kaufte Gundakar von Liechtenstein die konfiszierte Herrschaft Kromau für 600.000 Gulden. Zu dieser Zeit wurde in Kromau wieder ein katholischer Pfarrer eingesetzt. Gundakar von Liechtenstein erreichte, dass die Herrschaften Kromau und Ungarisch Ostra 1633 zum Fürstentum Liechtenstein erhoben wurden. In der nun auch amtlich als Stadt Liechtenstein bezeichneten Residenzstadt Kromau führten die Fürsten Deutsch als Amtssprache ein, daneben förderten sie die Entwicklung der Handwerkerzünfte. Es kam zur Germanisierung der Einwohner. Auch wurden die reformatorischen Täufer des Landes verwiesen und die Rekatholisierung der Stadt eingeleitet. 1634 kaufte Gundakar vom Altbrünner Augustinerstift St. Thomas für 1000 Gulden das seit über einem Jahrhundert unbewohnte Kloster, er ließ es ab 1637 wieder aufbauen und 1641 mit Piaristen besetzen.
Am 20. Juni 1644 verlieh Gundakar von Liechtenstein eine Wappenbesserung, indem dem alten Stadtwappen das Familienwappen der Liechtenstein hinzugefügt wurde. Die Bezeichnungen Fürstentum Liechtenstein und Stadt Liechtenstein waren nicht von langer Dauer und ab 1647 wieder ungebräuchlich; nach dem Erwerb der Grafschaft Vaduz und Herrschaft Schellenberg wurde der alte Titel wieder reaktiviert und diese 1719 zum Reichsfürstentum Liechtenstein erhoben.
Der Namenszusatz Mährisch (Moravský) kam erstmals im 17. Jahrhundert auf, um die Stadt vom böhmischen Krummau unterscheiden zu können. Es folgten Besetzungen durch Schweden (1645) und Feuersbrünste, die immer wieder für Zerstörungen sorgten. Das Piaristenkloster wurde zwischen 1646 und 1647 aufgegeben. Nachdem König Ferdinand III. den Paulinern die Ansiedlung in Mähren und den Erwerb von Gütern bis zu einem Wert von 15.000 Gulden bewilligt hatte, bot Ferdinand Johann von Liechtenstein 1654 dem Orden die verlassenen Klostergebäude an. Ferdinand Johann schenkte den Paulinern 1657 das Dorf Marschowitz; am 16. Juli 1658 bezogen diese das Kloster.
Das Jahr 1663 war eines der verheerendsten für die Stadt, so wurde die Stadt von Türkeneinfällen, einem Hochwasser, einem Großbrand und von Seuchen geplagt. Auch später wüteten zerstörerische Brände in der Stadt, so z. B. am 25. April 1690, als ein Großteil der Stadt zerstört wurde. Nach diesem Brand reifte in der Bürgerschaft der Wunsch, ihren Schutzpatron, den hl. Florian, mit einer Kapelle ehren. Anton Florian von Liechtenstein ließ zwischen 1695 und 1697 auf den Spielberg über der Stadt eine große Kapelle des hl. Florian errichten. Die Matriken wurden seit dem Jahre 1685 geführt. Während des Ersten Schlesischen Krieges besetzten die Preußen die Stadt. Das Paulinerkloster wurde am 17. März 1786 im Zuge der Josephischen Reformen aufgehoben und seine Besitzungen vom Religionsfonds als Gut Marschowitz eingezogen. Die ehemalige Klosterkirche St. Bartholomäus wurde zur Abhaltung des deutschsprachigen Gottesdienstes bestimmt; die Klostergebäude erwarb ein Fabrikant. Die Spitalkirche wurde gesperrt. Zu Besuch auf dem Schloss war am 23. November 1805 Napoléon Bonaparte, dessen zehntausende Soldaten vier Jahre später fünf Monate lang in der Gegend lagerten. Im Jahre 1832 erfolgte der Bau einer neuen Schule.
Im Jahre 1835 bestand die im Znaimer Kreis gelegene Schutzstadt Krummau, häufig Kromau bzw. Krumlow genannt, aus 210 Häusern, in denen 1442 Personen, darunter 345 Juden, lebten. Innerhalb der doppelten Stadtmauern mit zwei Toren standen 121 christliche und 43 jüdische Häuser, die zerstreute Vorstadt umfasste 46 Häuser. In der Stadt gab es ein herrschaftliches Schloss, die Allerheiligenkirche mit dem Mausoleum der Karlischen Linie des Hauses Liechtenstein, die Tochterkirche St. Bartholomäus und die seit dem Ende des 18. Jahrhunderts gesperrte Spitalkirche zur Hl. Dreifaltigkeit. Östlich über der Stadt stand die Florianskapelle. Im unmittelbaren Besitz des Grundherren standen das Amtshaus, die Judengemeinde, verschiedene Wirtschaftsgebäude sowie Teile der Stadt. Die jüdische Gemeinde hatte eine Synagoge und eine eigene Schule. Unter herrschaftlichem Patronat standen die Pfarrkirche Allerheiligen, die unter dem Dekanat Eibenschitz stehende Pfarre und die Schule.
Verwaltet wurde die Stadt von einem aus dem Bürgermeister und drei Räten bestehenden Magistrat. Es wurden vier Jahrmärkte, zwei große Wochenmärkte, drei Flachs- und Garnmärkte sowie ein donnerstäglicher Wochenmarkt abgehalten. Krummau war Pfarrort für Rakschitz, Ribnik und Rothigel. Bis zur Mitte des 19. Jahrhunderts war Krummau der Amtssitz der Fideikommiss-Primogeniturherrschaft Mährisch-Krummau einschließlich der angeschlossenen Güter Frainspitz und Groß Tajax, zu der neben Krummau noch die Stadt Eibenschitz, die Märkte Hosterlitz, Proßmeritz, Rauchowan, Weimislitz und Wolframitz sowie 35 Dörfer insgesamt ca. 22.500 Einwohnern gehörten.
Nach der Aufhebung der Patrimonialherrschaften wurde die Stadt Kromau / Krumlov ab 1849 Sitz einer Bezirkshauptmannschaft, eines Bezirksgerichts (Gerichtsbezirk Kromau) und einer Steuerverwaltung. 1851 wurden Dobřínsko, Rakšice und Rokytná eingemeindet. Ein weiterer Rückschlag für die Entwicklung war der in der Stadt ausgetragene Preußisch-Österreichische Krieg 1866–1867. Die preußischen Soldaten besetzten die Stadt und brachten die Cholera mit sich. 1869 wurde Kromau Bezirksstadt. Dobřínsko, Rakšice und Rokytná lösten sich im selben Jahre los und bildeten eigene Gemeinden. Ab dem 15. September 1870 war die Stadt an das Schienennetz (die StEG-Linie Brünn – Wien mit der Abzweigung nach Znaim) angeschlossen und erhielt damit einen eigenen Bahnhof, der jedoch weit außerhalb lag. 
Um 1880 lebten 1830 Menschen in Kromau. 992 Einwohner sprachen tschechisch und 817 Personen waren deutschsprachig. Im Jahre 1885 erhielt Kromau den amtlichen Namenszusatz „Mährisch- / Moravský“. Ab 1898 waren in Mährisch-Kromau bereits einige Industriebetriebe und die Straßenbeleuchtung elektrifiziert worden. Der Rest der Stadt folgte im Jahre 1918. Ebenso wurden bis 1906 Wasserleitungen in der Stadt verlegt.
Mit dem Tod von Rudolf von Liechtenstein erlosch 1908 die Karlische Linie im Mannesstamme; Erbe des Schlosses und der zugehörigen Grundherrschaft wurde Ferdinand Rudolf Kinsky von Wchinitz und Tettau. In der Vorkriegszeit war Mährisch-Kromau ein beliebtes Sommerfrischeziel für die Wiener. Zum Gerichtsbezirk Kromau gehörten im Jahre 1903 Aschmeritz, Babitz, Böhmdorf, Chlupitz, Damitz, Gubschitz, Hosterlitz, Irritz, Kaschnitzfeld, Kodau, Lidmeritz, Mißlitz, Nispitz, Klein-Seelowitz, Socherl, Tullnitz, Wenzeldorf und Wolframitz.
Nach dem Ersten Weltkrieg, der 116 Kromauer das Leben kostete, zerfiel der Vielvölkerstaat Österreich-Ungarn. Der Friedensvertrag von Saint Germain 1919 erklärte den Ort zum Bestandteil der neuen Tschechoslowakischen Republik. In diesem Jahr wurde Rakschitz wieder eingemeindet und im Rahmen der Tschechisierung wurden alle deutschen Beamten (ca. 100) in tschechische Orte nach Böhmen versetzt. Ebenso wurden deutsche Schulen in der Stadt geschlossen. Laut Volkszählung 1910 hatten 72,4 % der Einwohner Deutsch als Umgangssprache angegeben. Die Volkszählung im Jahre 1921 ergab hingegen nur 502 (14,4 %) Deutschmährer und eine große Mehrheit der Tschechen in der Stadt. Dieses Ergebnis wurde von den Altösterreichern angezweifelt. Trotz dieses Protestes wurde die Volkszählung für gültig erklärt und durch die Resultate der nächsten Volkszählung im Jahre 1930 bestätigt. Damals bezeichneten sich 3047 Einwohner als Tschechen und 349 als Deutsche. Im Zuge der Bodenreform von 1924 wurden 16 der 17 Meierhöfe der Familie Kinsky enteignet. 1930 bestand die Stadt aus 409 Häusern, im Ortsteil Rakschitz waren es weitere 257. 
In Folge des Münchner Abkommens, das die Abtretung der sudetendeutschen Gebiete diktierte, wurde 1938 der Bezirk Mährisch Kromau aufgelöst und die davon abgetrennte Stadt dem Großdeutschen Reich zugeschlagen. Im Oktober 1938 rückten deutsche Truppen in die Stadt ein, die danach bis 1945, als Teil des Kreises Znaim zum Gau Niederdonau gehörte. In den nächsten Jahren zogen viele tschechische Beamte und Kaufleute nach Böhmen.
Der Zweite Weltkrieg forderte 48 Opfer unter den Einwohnern und endete am 7./8. Mai 1945 mit einem sowjetischen Luftangriff, bei dem drei Viertel der Stadt in Trümmer gelegt wurden. 113 Häuser wurden zerstört, weitere 270 beschädigt. Nach dem Kriegsende wurden die 1938 an das Deutsche Reich abgetretenen Territorien, also auch Mährisch Kromau, wieder der Tschechoslowakei zurückgegeben. Zugleich erfolgte die Wiederherstellung der alten Bezirksstrukturen. Nach dem Abzug der Rotarmisten wurde die Stadt von militanten Tschechen besetzt. Bei Exzessen an der deutschmährischen Bevölkerung und Altösterreichern kam es zu 22 Ziviltoten. Am 30. März 1946 erfolgte die Zwangsaussiedlung von 22 Personen. Das Vermögen der deutschen Ortsbewohner wurde durch das Beneš-Dekret 108 konfisziert. Das Schloss und der Besitz des Rudolf Anton Kinsky wurden ebenfalls konfisziert, da er sich 1938 maßgeblich für die Angliederung der Stadt an das Deutsche Reich engagiert hatte. In das Schloss zogen nun verschiedene Behörden, die durch die Zerstörung des Marktes ihre Amtsräume verloren hatten. Etwa ein Viertel der vertriebenen Mährisch-Kromauer Familien konnte in Österreich verbleiben, alle anderen wurden nach Bayern und Baden-Württemberg weitertransferiert.
Im Zuge einer Gebietsreform wurde am 1. Juli 1960 der Okres Moravský Krumlov aufgehoben und die Stadt dem Okres Znojmo zugewiesen. Im selben Jahre wurde Rokýtna eingemeindet; 1976 kam noch Polánka hinzu.

## Wappen und Siegel
Das Stadtwappen zeigte ursprünglich im blauen Schild einen silbernen Zinnenturm, beseitet von zwei roten Schildchen mit silbernen, pfeilartigen Zeichen. Die Farben änderten sich im Laufe der Jahre geringfügig. Am 20. Juni 1644 verlieh Gundakar von Liechtenstein eine Wappenbesserung, indem dem alten Stadtwappen das Familienwappen des Hauses Liechtenstein mit dem Fürstenhut hinzugefügt wurde.
Das älteste Siegel stammt aus dem Jahre 1355. Es zeigt einen Zinnenturm, der von einem Schildchen und einen Helm beseitet ist. Das Schildchen enthält schräggekreuzt zwei Äste, das Helmkleinod besteht aus einem mit Pfauenfeldern besteckten Fisch. Das Schildbild mit Helm und Helmzier war das Familienwappen der Herren von Leipa, dem damaligen Besitzer der Herrschaft. Das Siegel blieb großteils unverändert bis ins 20. Jahrhundert erhalten.

## Bevölkerungsentwicklung
| Volkszählung | Einwohner gesamt            | Volkszugehörigkeit der Einwohner | Volkszugehörigkeit der Einwohner | Volkszugehörigkeit der Einwohner |
| Jahr         | Einwohner gesamt            | Deutsche                         | Tschechen                        | Andere                           |
| ------------ | --------------------------- | -------------------------------- | -------------------------------- | -------------------------------- |
| 1835         | 1442                        |                                  |                                  |                                  |
| 1869         | 1761                        |                                  |                                  |                                  |
| 1880         | 1830                        | 817                              | 992                              | 21                               |
| 1890         | 1868                        | 1180                             | 653                              | 35                               |
| 1900         | 2126                        | 1233                             | 879                              | 14                               |
| 1910         | 2106                        | 1525                             | 564                              | 17                               |
| 1921         | 3484 (ohne Ortsteile: 2333) | 502                              | 2844                             | 138                              |
| 1930         | 3476 (ohne Ortsteile: 2304) | 349                              | 3047                             | 80                               |
| 1950         | 3112 (ohne Ortsteile: 2023) |                                  |                                  |                                  |
| 1980         | 5590 (ohne Ortsteile: 4116) |                                  |                                  |                                  |
| 2001         | 6102 (ohne Ortsteile: 4723) |                                  |                                  |                                  |

Anmerkung: 1919 wurde Rakschitz, 1960 Rokýtna und 1976 Polánka eingemeindet.

## Gemeindegliederung
Die Stadt Moravský Krumlov besteht aus den Ortsteilen Moravský Krumlov (Mährisch Kromau), Polánka (Polanka), Rakšice (Rakschitz) und Rokytná (Rottigl). Grundsiedlungseinheiten sind Durdice, Kačenka-Lerchov, Moravský Krumlov-historické jádro, Na hříbku, Obora-Křižák, Padělky k lesu, Polánka, Polesí Leskoun, Rakšice, Rokytná, U nádraží und Zachráněná čtvrť.
Das Gemeindegebiet gliedert sich in die Katastralbezirke Moravský Krumlov, Polánka u Moravského Krumlova und Rokytná.

## Persönlichkeiten
- 1537 lebte hier Paracelsus.
- Mořic Odstrčil, Gründer der böhmischen allgemeinen Schule
- Emanuel Heizel, Gründer der böhmischen Bürgerschule
- 1571 starb hier der Bischof der Brüder-Unität (Jednota Bratrská) Jan Blahoslav.
- Löw Schwab (1794–1857), österreichischer Rabbiner
- Erich Dichtel (1890–1955), akad. Tiermaler
- Rudolf Kinsky (1898–1965), letzter Eigentümer der Herrschaft
- Erich Sloschek (1897–1970), Heimatforscher
- Petr Málek (1961–2019), Sportschütze

## Sehenswürdigkeiten
- Schloss Moravský Krumlov
- Der monumentale Bilderzyklus Slawisches Epos von Alfons Maria Mucha im Schloss.
- Mäander des Flusses Rokytná
- Schlosspark, ein englischer Park mit exotischen Pflanzen
- Pfarrkirche Allerheiligen (Farní kostel Všech Svatých), urspr. Hg. Laurentius (1248), zwischen 1646 und 1660 neuerbaut und wieder konsekriert. In der Kirche befinden die Grabsteine der Katharina von Leipa, geborene von Krawarn († 1441) und des Johann Ferdinand von Liechtenstein († 1666).
- Ehemaliges Paulinerkloster mit Kirche des hl. Bartholomäus (Kostel sv. Bartoloměje) aus der zweiten Hälfte des 14. Jahrhunderts, von Gundakar von Liechtenstein ganz renoviert (1634), Hochaltarbild von Johann Georg Gutwein (1701), Dreikönigsaltar von Ignaz Lengelacher. 1688 ließ Max von Liechtenstein an die Kirche eine Kapelle der hl. Rochus, Sebastian und Rosalia anbauen, die später zu Sakristei umgestaltet wurde. Neben dieser ließ Max von Liechtenstein 1693 noch eine Marienkapelle mit sternförmigem Grundriss errichten, in der er 1709 neben seiner zweiten Frau Eleonore († 1702) beigesetzt wurde. Das Klostergebäude dient heute als Sitz der Stadtverwaltung.
- Fürstenhaus (Knížecí dům) auf dem Masaryk-Platz aus dem 13. Jahrhundert
- Wallfahrtskapelle St. Florian (Kaple Sv. Floriána) am Florianiberg, erbaut 1695–1697, Hochaltarbild von Johann Georg Gutwein (1702). Sie wurde 1809 von den Franzosen teilweise zerstört und 1834 wieder aufgebaut.
- Stadtbefestigung aus dem 13.–15. Jahrhundert
- Brunnenkapelle der Jungfrau Maria (Kaple Panny Marie) aus dem 19. Jahrhundert unweit von Rottigl (Stadtteil Rokytná)
- Jüdischer Friedhof beim Oberen Schlosspark aus dem 16. Jahrhundert
- Mausoleum der jüngeren Linie des Hauses Liechtenstein (bei der Pfarrkirche) mit Fresken und Erlöserbild von Josef Huber (1789). Es wurde 1789 von Eleonore von Liechtenstein als Grablege für ihren Mann Karl Borromäus errichtet, beigesetzt wurde 1795 auch der erstgeborene Sohn Karl Joseph Emanuel.
- Pfarrhaus (1653), Umbau 1873
- Hl. Johannes von Nepomuk (Ende 18. Jahrhundert) vor der Pfarrkirche
- Spitalskirche zur hl. Dreifaltigkeit,  sie war bis 1454 Kirche des Deutschen Ritterordens, 1669 renoviert, 1833 durch Brand zerstört, 1880 wiederhergestellt, 1945 im Luftangriff zerstört
- Immaculata (1. Hälfte 18. Jahrhunderts)
- Stallburg beim Schloss, 1592 mit Renaissancetor
- Florianibrunnen, geschaffen 1623, 1693 restauriert, 1945 beschädigt und abgetragen.
- Pestsäule (1636) beim Oberen Schlosspark